# قانون بقاء الطاقة صور تحولات الطاقة
طبقا لقانون البقاء الطاقة الذي ينص على أن الطاقة لا تفنى ولا تستحدث من عدم لكن تتحول من صورة إلى أخرى وهناك العديد من صور تحولات الطاقة في حياتنا تستخدم لكن أولا سنستعرض أنواع الطاقات

## طاقة الحركة
هي طاقة الكتلة أثناء حركتها؛ أي أن الطاقة الحركية لجسمٍ ما هي الطاقة التي يمتلكها نتيجة حركته ووحدة قياسها الجول
{\textstyle K_{e}=1/2MV^{2}}
حيث ان:
{\displaystyle k_{e}} = طاقة الحركة
{\displaystyle M} = الكتلة
{\displaystyle V} = السرعة
وهذا أعلاه هو قانون الذي يمثل الطاقة الحركية إذا كنا نملك صندوق له كتلة لكن ليس لديه سرعة فليس له أيضا طاقة حركة لكنه إذا تحرك الصندوق بسرعة إذا فله طاقة حركة
والسرعة لها تأثير حيث ان طاقة الحركة تتناسب طرديا مع مربع السرعة 
مثال إذا كان لدينا جسم كتلته 625 كيلو جرام ويتحرك بسرعة 18.3 متر لكل ثانية فإن الطاقتة الحركية تساوي 
{\displaystyle k_{e}=1/2*625*18.3=1.05*10^{5}joule}

### نظرية الشغل والطاقة
من قانون نيوتن الثاني
القوة تساوي حاصل ضرب الكتلة في العجلة 
{\displaystyle {\vec {F}}=M{\vec {a}}}
والشغل هو تحرك الجسم لمسافة معينة عن بواسطة القوة المؤثرة عليه 
{\displaystyle W={\vec {F}}d}
فعندما يتحرك الجسم فإن الشغل يساوي
{\displaystyle W=M{\vec {a}}d}
ومن معادلات الحركة
{\displaystyle {\vec {a}}d=(V_{F}^{2}-V_{i}^{2})/2}
إذا الشغل يساوي
{\displaystyle w=1/2M(V_{F}^{2}-V_{i}^{2})}
{\displaystyle W=(1/2MV_{F}^{2}-1/2MV_{i}^{2})}
{\displaystyle W=K_{e}F-Ke_{I}}
{\displaystyle W=\Delta k_{E}}
تعرف تلك المعادلة بمعادلة الشغل والطاقة

### انتقال الطاقة الحركية من جسم لأخر
عند أرتطام جسمين ذي كتل مختلف نجد أن جسم ازدادت سرعته والأخر قد تقل بثبات الكتلة لكلا الجسم إذا التغير في طاقة الحركة إذا كيمة الطاقة المكتسبة أو المفقودة تساوي
{\displaystyle \Delta K_{e}=1/2M\Delta V^{2}}
وتلاحظ كمية الطاقة المفقودة أو المكتسبة عن طريق زيادة أو نقصان سرعة الجسم المتحرك طاقة الحركة الكلية إذا تساوي:
{\displaystyle TK_{e}=K_{e}+\Delta K_{e}}
{\displaystyle TK_{e}} = طاقة الحرك الكلية
{\displaystyle K_{e}} = طاقة الحكرة قبل الفقد أو الكسب
{\displaystyle \Delta K_{e}} = كمة الطاقة المفقودة أو المكتسبة
استنتاج اخر للقانون
{\displaystyle TK_{e}=K_{e}+\Delta K_{e}}
{\displaystyle TK_{e}=1/2MV^{2}+1/2M\Delta V^{2}}
بأخذ الكتلة كعامل مشترك
{\displaystyle TK_{e}=1/2M(V^{2}+\Delta V^{2})}
ويمكن أيضا أن تساوي
{\displaystyle TK_{e}=K_{e}+W}
حيث أن
{\displaystyle W=\Delta k_{E}}

## طاقة الوضع
هي الطاقة المخزنة في الجسم أو في النظام والتي يمكنها ان تتحول الي طاقة حركة عند تحررها

### طاقة وضع الجاذبية
هي نوع من أنواع الطاقة التي تعتمد على الأرتفاع 

### امثلة
ومن امثلة طاقة الوضع عندما تقوم برفع كتابك الدراسي وايضا إذا كان لدينا جسمين أ وب ا أكثر ارتفاع من ب إذا طاقة الوضع المختزنة في أ أكبر من ب

### القانون
{\displaystyle p_{e}=mgh}
حيث أن
{\displaystyle p_{e}} = طاقة الوضع
m = الكتة
h = الأرتفاع

## الطاقة الكهربية
بما أن التيار الكهربي هو الأنتقال لأي الكترون يحمل شحن كهربية  إذا فإن الطاقة الكهربية هي الطاقة الناتجة عن انتقال الإلكترونات من مكان الي اخر

### قوانين هامة في الكهربية (التيار المستمر)

#### قانون أوم
من قانون أوم الذي ينص يتناسب فرق الجهد الكهربي مع المقاومة تناسبا طرديا ومع شدة التيار الكهربي عكسيا 
{\displaystyle R=V/I}
حيث ان I = شدة التيار الكهربي V = فرق الجهد الكهربي بين نقطتين R = مقاومة

#### قانون فرق الجهد
{\displaystyle V=E/Q}
حيث ان V= فرق الجهد الكهربي E= الطاقة المستهلكة في نقل الإلكترونات Q= كمية الكهربية

### أستنتاج القانون
من قانون اوم فرق الجهد يساوي
{\displaystyle V=IR}
ثم التوعيض في اقانون بقانون فرق الجهد الكهربي
{\displaystyle E/Q=IR}
بضرب Q للطرفين إذا
{\displaystyle E=IRQ}
أو
{\displaystyle E=VQ}

### للتيار المتردد
{\displaystyle E=V_{eff}Q}
حيث ان
{\displaystyle V_{eff}} = فرق الجهد الكهربي الفعال

## الطاقة الكيميائية
هي نوع من أنواع طاقة الوضع حيث انها توجد في الروابط الكيميائية  وهي أيضا الطاقة الكيميائية هي شكل من أشكال الطاقة الكامنة الموجودة في الروابط الكيميائية والذرات والجسيمات دون الذرية. لا يمكن ملاحظة الطاقة الكيميائية وقياسها إلا عند حدوث تفاعل كيميائي.. يمكن إطلاق الطاقة أو امتصاصها. على سبيل المثال، يطلق الاحتراق طاقة أكثر مما هو مطلوب لبدء التفاعل. يمتص التمثيل الضوئي طاقة أكثر مما يطلقها 

### أمثلة
الفحم: تفاعل الاحتراق يحول الطاقة الكيميائية إلى ضوء وحرارة.
الخشب: تفاعل الاحتراق يحول الطاقة الكيميائية إلى ضوء وحرارة.
البترول: يمكن حرقه لإطلاق الضوء والحرارة أو تحويله إلى شكل آخر من أشكال الطاقة الكيميائية، مثل البنزين.
البطاريات الكيميائية: قم بتخزين الطاقة الكيميائية لتحويلها إلى كهرباء.
الكتلة الحيوية: تفاعل الاحتراق يحول الطاقة الكيميائية إلى ضوء وحرارة.
الغاز الطبيعي: تفاعل الاحتراق يحول الطاقة الكيميائية إلى ضوء وحرارة.
الغذاء: يتم هضمه لتحويل الطاقة الكيميائية إلى أشكال أخرى من الطاقة التي تستخدمها الخلايا.
العبوات الباردة: يتم امتصاص الطاقة الكيميائية في التفاعل.
البروبان: يحترق لإنتاج الحرارة والضوء.
العبوات الساخنة: التفاعل الكيميائي ينتج حرارة أو طاقة حرارية.
البناء الضوئي: يحول الطاقة الشمسية إلى طاقة كيميائية.
التنفس الخلوي: مجموعة من التفاعلات التي تغير الطاقة الكيميائية في الجلوكوز إلى طاقة كيميائية في ATP ، وهو شكل يمكن لأجسامنا استخدامه.

### تفاعلات الاحتراق
يتم ذاك التفاعل عن طريق تفاعل مركب أو عنصر مع الأكسجين حيث ان ذاك المركب بالإضافة الي الأكسيجين يسمى الوقود وأي مادة تعتبر وقودًا تحتوي على طاقة كيميائية بين روابطها وغالبا ما تنتج اكاسيد وماء أو اكاسيد فقط